# III Internacional
La Internacional Comunista, també coneguda com la Tercera Internacional, així com per la seva abreviatura en rus Komintern (Коминтерн, abreviatura de Коммунистический интернационал, "Internacional Comunista") o Comintern (abreviatura de l'anglès: Communist International) va ser una organització comunista internacional, fundada al març de 1919, per iniciativa de Lenin i el Partit Comunista de Rússia (Bolxevic), que agrupava els Partits Comunistes dels diferents països, i l'objectiu de la qual era lluitar per la superació del capitalisme, l'establiment de la Dictadura del Proletariat i de la República Internacional dels Soviets, la completa abolició de les classes i la realització del socialisme, com a primer pas a la societat comunista com fixava en els seus primers estatuts.

## Antecedents
Com ja recordava el preàmbul dels primers Estatuts de la Internacional Comunista, els antecedents d'aquesta es remunten a l'Associació Internacional dels Treballadors fundada per Karl Marx i Friedrich Engels, a Londres el 1864, i que per primer cop en la història agrupava els treballadors de distints països.
Després de la desaparició d'aquesta Primera Internacional el 1876, Friedrich Engels va promoure la creació d'una Segona Internacional, creada a París, el 1889, que va agrupar els partits socialistes, socialdemòcrates i laboristes. Amb el començament de la Primera Guerra Mundial es produeix la fractura de la Segona Internacional entre els socialistes reformistes i els revolucionaris, en donar suport els primers als seus respectius governs nacionals a declarar la guerra, i la total oposició dels segons a aquesta.
Els grups socialistes revolucionaris van celebrar la Conferència de Zimmerwald al setembre de 1915 i la Conferència de Kienthal a l'abril de 1916, convertint-se aquestes organitzacions en la base de la Tercera Internacional creada el març de 1919 a Petrograd per a trencar definitivament amb els elements reformistes, que segons el parer dels socialistes revolucionaris, havien traït a la classe treballadora i provocat la "fallida" de la Segona Internacional.

## Història de la Internacional Comunista
La Internacional Comunista va celebrar set congressos mundials, malgrat que en un principi aquests congressos eren anuals, posteriorment s'anaren espaiant en el temps les celebracions dels següents congressos.

## Del primer al quart Congrés Mundial
El primer Congrés Mundial de la Internacional Comunista ocorregut a Petrograd, entre el 2 i el 6 de març de 1919. En aquest congrés es va tractar sobre la "democràcia burgesa i la dictadura del proletariat" i de la necessitat de difondre el sistema de Soviets. També es va anomenar a Grigori Zinóviev, President del Comité Executiu de la Internacional Comunista (CEIC), que era la màxima autoritat de la I.C. durant el període entre congressos.
El II Congrés Mundial de la Internacional Comunista es va reunir a Moscou, entre el 19 de juliol i el 7 d'agost de 1920. En aquest congrés s'insisteix en la necessitat de propagar el sistema de soviets, i a causa de les nombroses organitzacions socialdemòcrates que sol·licitaven l'ingrés s'acorden les 21 condicions per a l'adhesió a la I.C., i s'aproven els seus primers Estatuts.
El III Congrés Mundial de la Internacional Comunista es va celebrar a Moscou entre el 22 de juny i el 12 de juliol de 1921.
En ell, es van combatre les postures ultraesquerranes d'alguns partits comunistes, com el KPD alemany, i assumint que la situació mundial havia canviat, van resoldre treballar amb les bases reformistes en els cridats "fronts únics". També es va tractar sobre la importància d'incorporar a les dones treballadores al moviment comunista.
El IV Congrés Mundial de la Internacional Comunista tingué lloc a Moscou entre el 30 de novembre i el 5 de desembre de 1922. S'aprofundeix en les tàctiques de la I.C. del cridat "front únic" i es tracta de la situació dels negres, així com del treball dels comunistes en els sindicats. També s'aborda la situació dels comunistes a l'Àsia i a l'Pacífic. El congrés va promulgar la incompatibilitat entre la pertinença a la maçoneria o la Destral dels drets humans i un Partit Comunista.
Mentre les organitzacions estalinistes reivindiquen tots els congressos fins a la desaparició de la Comintern, les organitzacions trotskistes només donen validesa a les resolucions d'aquests quatre primers congressos. El 1938, Trotski i els seus seguidors fundarien una Quarta Internacional.

## Del V al VII Congrés Mundial
El V Congrés Mundial de la Internacional Comunista es va celebrar a Moscou entre juny i juliol de 1924. Marcat pel fracàs de la revolució a Alemanya s'adopten uns nous estatuts amb els quals es comença la crida a la "bolxevització" de la Internacional Comunista i dels partits membres.
L'estiu de 1926 es apartat de la Presidència del CEIC, perdent Zinóviev la direcció de la Komintern. S'escull Nikolai Bukharin per a succeir-lo com a secretari general del CEIC.
El VI Congrés Mundial de la Internacional Comunista va tenir lloc entre juliol i setembre de 1928 a Moscou. En el nou context del començament de la greu crisi econòmica s'aproven la consigna de "classe contra classe" que oficialitza el començament del cridat "Tercer Període". S'aprova també el Programa de la Internacional Comunista.
A l'abril de 1929 Bukharin es va veure obligat a dimitir del seu càrrec. Per a substituir-lo al capdavant del CEIC, va ser triat el 1934 el comunista búlgar Gueorgui Dimitrov, qui dirigiria la Internacional Comunista fins a la seva dissolució.
El VII Congrés Mundial de la Internacional Comunista es va reunir a l'agost de 1935 a Moscou. Després de l'auge dels feixismes, i el fracàs de la política d'ultraesquerra aprovada a l'anterior congrés, es dona pas a la política de Front popular.
Els partits i organitzacions estalinistes, reconeixen la totalitat d'aquests set congressos.

## Dissolució de la Internacional Comunista
El 15 de maig de 1943, després de la celebració de la Conferència de Teheran, el Presídium del Comité Executiu de la Internacional Comunista, "tenint en compte la maduresa dels partits comunistes" nacionals i, per a evitar els recels dels països capitalistes aliats, va decidir dissoldre la Internacional Comunista.
El 1947 va ser creada la Kominform (Oficina d'Informació Comunista) com a substituta de la Komintern, i reunia els Partits Comunistes de Bulgària, Txecoslovàquia, França, Hongria, Itàlia, Polònia, la Unió Soviètica i Iugoslàvia. Va ser dissolta el 1956.
Encara que no tingueren una organització internacional, els distints Partits Comunistes van seguir les directrius del Partit Comunista de la Unió Soviètica amb el qual van mantenir reunions periòdiques.

## Organització de la Internacional Comunista
Els òrgans de la Internacional Comunista, segons els seus primers estatuts, eren:
El Congrés Mundial: l'òrgan que ostentava l'autoritat màxima de la Internacional Comunista era el Congrés Mundial, que havia de reunir-se una vegada a l'any i tenia en exclusivitat la modificació del Programa i els Estatuts. Es van celebrar set congressos mundials.
El Comité Executiu: l'òrgan que tenia l'autoritat màxima en els períodes entre congressos era el Comité Executiu, i era triat pel Congrés Mundial. La seva seu es decidia en cada congrés.
Més tard es crearia el Presídium un altre òrgan més que tenia la màxima autoritat entre els plens del Comité Executiu.

## Organitzacions associades
Sota la tutela de la Internacional Comunista es van crear una sèrie d'organitzacions internacionals, entre les que cabrien citar:
- Internacional Sindical Roja (Profintern)
- Internacional de Dones Comunistes
- Internacional de la Joventut Comunista
- Socors Roig Internacional (MOPR)
- Internacional Llauradora (Krestintern)
- Internacional Sportiva Roja (Sportintern)
- Unió de Dones Antifeixistes

## Balanç de la Internacional Comunista (Komintern)
Al març de 1919 va ser fundada la Internacional Comunista, abreujada com Komintern, segons el seu nom en rus, comunament coneguda com la "Tercera Internacional". La força principal de la nova internacional eren els Bolxevics russos, a diferència de les primeres internacionals, on els seus membres eren força heterogenis. Això va ocórrer en gran part a causa de la dissidència d'esquerrans dels principals partits europeus Social-Demòcrates. El Komintern va intentar llavors organitzar-se com un partit mundial promotor de la revolució socialista. Els comitès nacionals van ser instruïts per reconstruir-se seguint els principis leninistes. Per mantenir als seus socis, el comitè va imposar 21 condicions, entre elles la de que cada comitè nacional havia d’adoptar el nom de Partit Comunista.
L'oficina central de Komintern estava situada a Moscou. La Internacional va dur a terme un pla actiu per construir nous comitès arreu del món. Al principi la internacional estava principalment establerta a Europa, però gradualment seccions no europees es van anar desenvolupant. Després del partit rus, el principal partit era el Partit Comunista d'Alemanya.

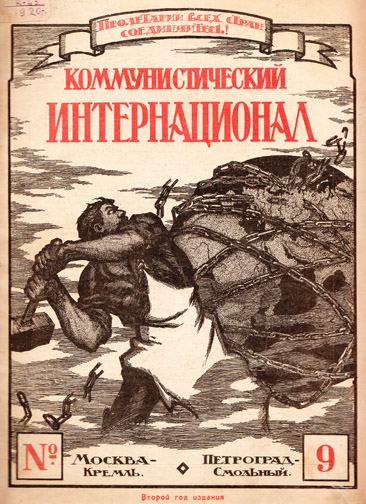
La revista de la Internacional Comunista va ser publicada en gran varietat de llengües europees entre 1919 i 1943.

Durant el període del Komintern, quan el moviment comunista modern va prendre forma, va haver-hi intensos conflictes sobre el comandament i la direcció del moviment. Després de la mort de Lenin, Stalin va començar a purgar als seus opositors. Hi havia dues agrupacions dissidents principals: L'oposició d'esquerres, conduïda per León Trotsky i l'oposició de dretes, conduïda per Nikolai Bukharin. Els desacords dins del partit soviètic eren provocades per escissions en diverses seccions del Komintern. Sovint les escissions eren provocades per expulsions d'opositors potencials o reals al comandament de Stalin.
Durant l'última part dels anys 1920 el Komintern va adoptar una línia on va denominar als socialdemòcrates com a Feixistes Socials. La tasca de les seccions del Komintern era de combatre la influència dels Socialdemòcrates entre la classe obrera. La cooperació amb la Socialdemocràcia va ser exclosa categòricament.
No obstant això, després de l'ascens del Feixisme a Europa aquesta política va ser invertida. El 7è congrés del Komintern va adoptar la línia de Front Popular, que en alguns països com França, Espanya i Xile va aconseguir el poder en forma reeixida. Van impulsar als comunistes a construir aliances democràtiques, inclosos als Socialdemòcrates i altres partits burgesos, per lluitar contra el Feixisme. Durant la Segona Guerra Mundial, alguns partits comunistes van participar en activitats de restistencia contra l'Eix.
El guió polític de la guerra clarament va canviar les condicions de treball dels partits comunistes. Com a gest de bona voluntat cap als seus aliats Occidentals, Stalin va dissoldre el 1943 el Komintern.

### Comunisme europeu durant l'època del Komintern
La major part dels assistents al primer congrés del Komintern eren provinents d'Europa. En gran part, la nova internacional tenia les seves arrels en l'oposició d'esquerra dins de la Socialdemocràcia europea. En diversos casos, esquerdes amb el moviment obrer van precedir la Revolució d'octubre. Als Països Baixos, el Partit Socialdemòcrata es va formar el 1909, quan els sectors esquerrans es van separar del Partit Socialdemòcrata Laborista. A Alemanya, els revolucionaris van formar la Lliga Espartaquista el 1914. A Suècia l'esquerda va ocórrer en la primavera de 1917, amb la formació del Partit Social Democràtic d'Esquerra.
En altres casos, els Partits Comunistes van néixer com a grups que van abandonar la Socialdemocràcia després de la Revolució d'octubre. El 1918 revolucionaris finlandesos, en l'exili a Moscou després de la derrota dels comunistes en la Guerra civil finlandesa, van fundar el Partit Comunista de Finlàndia. El 3 de novembre el mateix any, el Partit Comunista d'Àustria va ser fundat. Els comunistes austríacs van intentar organitzar una república soviètica, però la revolució no es va estendre fora dels principals centres industrials. Poques setmanes més tard el Partit Comunista Hongarès va ser fundat. Sota el comandament de Béla Kun, els comunistes hongaresos van conduir una rebel·lió i van fundar una república soviètica. La república va ser aixafada per la intervenció dels militars romanesos.
Al desembre de 1918, la Socialdemocràcia del Regne de Polònia i Lituània i l'esquerra del Partit Socialista Polonès es van combinar per formar el Partit Comunista dels Treballadors de Polònia. Un altre partit es va formar el 1918 sota el nom de Partit Comunista de Lituània.
Tots aquests grups van unir al Komintern en la seva fundació el 1919 i es van convertir en els Partits Comunistes dels seus respectius països. Un cas notable és el del Partit Laborista noruec (l'ADN) que havia estat fundat el 1887. El partit, sota el comandament de Martin Tranmæl, era un dels partits fundadors del Komintern. Cap a 1920 aquest havia exclòs la major part de les 21 tesis de Komintern. L'adaptació al Komintern va causar la divisió, ja que els elements moderats van formar el Partit Laborista Social Democràtic de Noruega el 1921. Però al final Tranmæl i el Komintern separarien camins. El 1923 el partit va ser expulsat de l'internacional, i el Partit Comunista de Noruega va ser format per personeros lleials al Komintern. No obstant això, cal esmentar que l'ADN va romandre compromès amb el comunisme revolucionari fins i tot uns anys després de la seva expulsió, i es va esforçar a mantenir relacions cordials amb la internacional.
Poc després de la fundació del Komintern, variats grups socialistes de tot arreu de Iugoslàvia es van unir per formar el Partit Socialista de Treballadors de Iugoslàvia.
El 1920, el Partit Socialista de Treballadors de Grècia (SEKE) va decidir unir-se al Komintern. La Secció Francesa de la Internacional Obrera (SFIO) es va dividir, formant els elements revolucionaris la Secció Francesa de la Internacional Comunista. Els comunistes van ser capaços d'atreure una major quantitat dels socis de la SFIO, i van dur a terme la publicació del diari del partit: L'Humanité. El Partit Comunista de la Gran Bretanya, també es va formar el 1920, no obstant això, no es va erigir sobre la divisió del Partit Laborista, sinó per la fusió de petits grups d'esquerra.
El 16 de maig, el Partit Comunista de Txecoslovàquia va ser fundat. Al setembre el mateix any es va fundar el Partit Comunista de Bèlgica.
El gener de 1921, Amadeo Bordiga i Antonio Gramsci van conduir el comunsti puri a la secció del Partit Socialista Italià per formar el Partit Comunista Italià. El 6 de març de 1921, el Partit Comunista Portuguès va ser fundat. El PCP tenia un fons alguna cosa diferent dels altres partits comunistes europeus, ja que ha desenvolupat més el moviment anarco-sindicalista en lloc de la socialdemocràcia. El 14 de novembre de 1921 es va fundar el Partit Comunista d'Espanya, després de la fusió del Partit Comunista Espanyol (que es va desenvolupar fora de la Joventut Socialista) i el Partit Comunista Obrer Espanyol (format per la facció pro-Komintern del PSOE).
No obstant això, cap a la fi dels anys 1920 el Komintern va afrontar diversos problemes. L'augment de la cremor revolucionària sobre el continent europeu ja havia acabat. Els Partits comunistes van ser establerts en la major part de països, però en la majoria dels casos els comunistes no van jugar el paper principal en el moviment obrer. Les divisions van soscavar el Komintern, perquè els grups considerats com a deslleials al comandament Komintern van ser expulsats. El 1929, Nikolai Bukharin va ser purgat i posteriorment la purga va ser realitzada en les seccions Komintern. El 28 de desembre les tendències oposicionistes dins del Partit Comunista d'Alemanya havien desembocat en un partit separat, el Partit Comunista d'Oposició. El 1929 la part principal del Partit Comunista de Suècia, inclosa la major part del comandament del partit i tots els parlamentaris, va ser expulsada. Els expulsats van formar un partit comunista paral·lel, desenvolupat en el si del Partit Socialista. L'any següent, la Federació Comunista Catalanobalear es va separar del Partit Comunista d'Espanya. A França, els elements purgats van participar en la formació del Partit d'Unitat Proletària.
El Partit Comunista d'Islàndia va ser format el 1930, però els comunistes havien estat políticament actius allí des de principis dels anys 1920.
L'extensió del feixisme va plantejar un desafiament greu al moviment comunista. El 1926 el Partit Comunista Italià havia estat prohibit per Mussolini. Després de l'entrada en funcions de Hitler a Alemanya, el Partit Comunista d'Alemanya va ser prohibit. Quan la Internacional va convocar el seu 7è congrés el 1935, va decidir tornar a la seva antiga política de cooperació amb els Socialdemòcrates. Per la iniciativa dels partits comunistes es van crear Fronts Populars a diversos països. El front popular va guanyar eleccions a França i Espanya. A França els comunistes no van tenir, no obstant això, gran quantitat de contingents ministerials.
Com la Guerra civil espanyola va esclatar, els partits comunistes van mobilitzar el seu suport a la República Espanyola. Un fort contingent militar de 40.000 efectius, les Brigades Internacionals, va ser format amb el suport actiu del Komintern.
Durant la Segona Guerra Mundial, els comunistes van mobilitzar activitats de resistència en territoris ocupats per l'Eix. Unitats conduïdes per guerrillers comunistes estaven actives a Itàlia, França, Grècia, Iugoslàvia i Albània. En altres llocs, els comunistes van organitzar activitats de sabotatge.

### Comunisme llatinoamericà durant l'època del Komintern
El primer partit comunista llatinoamericà va ser el Partit Comunista Mexicà. Havia estat fundat com el Partit Socialista Obrer el 1911, però va canviar el seu nom a Partit Comunista el 1919. El revolucionari indi Manabendra Nath Roy va contribuir decisivament a la unió del partit mexicà amb el Komintern. De la mateixa manera el Partit Obrer Socialista de Xile va ser fundat el 1912, canviant el seu nom a Partit Comunista quan es va unir al Komintern el 1922.
El Partit Comunista de l'Argentina va ser fundat el 1918.
El Partit Comunista de l'Uruguai va ser fundat el 21 de setembre de 1921.
El Partit Comunista de Guatemala va ser fundat el 1922.
El 22 de març de 1921 el Partit Comunista Brasiler va ser fundat per la fusió de diversos grups locals.
A l'Equador, el Partit Socialista va ser fundat el 1926. Posteriorment s'escindiria i es fundaria el Partit Comunista de l'Equador (PCE).
El 1928 José Carlos Mariátegui va fundar el Partit Socialista del Perú, que dos anys més tard es faria el Partit Comunista.
El Partit Comunista de Costa Rica va ser fundat el 1931.
El Partit Comunista de Veneçuela va ser fundat per Juan Bautista Fuenmayor el 5 de març de 1931.
El Partit Comunista de Puerto Rico va ser fundat el 1934.

### Comunisme africà durant l'època del Komintern
L'única secció que el Komintern tenia a l'Àfrica subsahariana era el Partit Comunista de Sud-àfrica. El partit va ser format el 1921, per la fusió de diversos grups comunistes i socialistes locals. El CPSA va guanyar prominència durant la Rebel·lió de Rand, armada per miners blancs el 1922. El predomini de la minoria blanca del partit va preocupar el Komintern, que va obligar el CPSA per adoptar la tesi de “Una República Natal”, implicant la tesi que Sud-àfrica pertanyia a la seva població original negra. Després de l'adopció pel Komintern de la Línia de combat Popular, el partit va començar la cooperació amb el Congrés Nacional Africà.
El Partit Comunista Francès realment tenia una cèl·lula en el Senegal, conduïda per Roger Roche. El grup no es va ampliar gens ni mica entre la població africana i per això va ser dissolt. No obstant això, aquesta cèl·lula va participar en la formació del comitè senegalès del Front Popular.

### Comunisme oceànic durant l'època del Komintern
L'Associació Marxista de Nova Zelanda va ser formada el 1918. Al març de 1921, una unió d'agrupacions va donar origen al Partit Comunista de Nova Zelanda. El partit va iniciar el seu treball a l'interior dels sindicats, però mai va deixar de ser una força menor en la política de Nova Zelanda.
El Partit Comunista d'Austràlia va ser fundat a Sydney el 30 d'octubre de 1920 per un grup de socialistes inspirats pels informes de la Revolució russa. Entre els fundadors del partit es trobaven prominents unionistes del comerç de Sydney, com Jock Garden, Adela Pankhurst (la filla de la sufragista britànica Emmeline Pankhurst) i la major part de la llavors il·legal Secció Australiana d'Obrers Industrials del Món (IWW). El IWW aviat va trencar relacions amb el Partit Comunista, a causa de desacords amb la direcció de la Unió Soviètica i del bolxevisme. En els seus primers anys, el partit va aconseguir alguna influència en el moviment sindical a Nova Gal·les del Sud, però a mitjan anys 1920 el partit havia disminuït. El partit va ser reconstruït per Jack Kavanagh i Esmonde Higgins. No obstant això, a causa de la purga mundial dels comandaments dels partits nacionals feta pel Komintern, va ser expulsada per la Internacional.